# Tíria
A Tíria görög eredetű női név, jelentése: Türoszról származó.
Más források szerint héber eredetű női név, jelentése: félelmetes, rettegett.[forrás?]

## Gyakorisága
Az 1990-es években szórványos név, a 2000-es években nem szerepel a 100 leggyakoribb női név között.

## Névnapok
- augusztus 3.[2]
- szeptember 3.[2]